# Nahomi Kawasumi
Nahomi Kawasumi (川澄 奈穂美?, Kawasumi Nahomi; Yamato, 23 settembre 1985) è una calciatrice giapponese, centrocampista dell'Albirex Niigata e della nazionale giapponese.

## Carriera
Con la Nazionale giapponese vince il mondiale nel 2011 mentre partecipa anche nel 2015 ed arriva in finale.

## Statistiche

### Cronologia presenze e reti in nazionale
| Cronologia completa delle presenze e delle reti in nazionale ― Giappone | Cronologia completa delle presenze e delle reti in nazionale ― Giappone | Cronologia completa delle presenze e delle reti in nazionale ― Giappone | Cronologia completa delle presenze e delle reti in nazionale ― Giappone | Cronologia completa delle presenze e delle reti in nazionale ― Giappone | Cronologia completa delle presenze e delle reti in nazionale ― Giappone | Cronologia completa delle presenze e delle reti in nazionale ― Giappone | Cronologia completa delle presenze e delle reti in nazionale ― Giappone |
| Data                                                                    | Città                                                                   | In casa                                                                 | Risultato                                                               | Ospiti                                                                  | Competizione                                                            | Reti                                                                    | Note                                                                    |
| ----------------------------------------------------------------------- | ----------------------------------------------------------------------- | ----------------------------------------------------------------------- | ----------------------------------------------------------------------- | ----------------------------------------------------------------------- | ----------------------------------------------------------------------- | ----------------------------------------------------------------------- | ----------------------------------------------------------------------- |
| 31-5-2008                                                               | Ho Chi Minh                                                             | Giappone                                                                | 11 – 0                                                                  | Taipei cinese                                                           | Coppa d'Asia 2008                                                       | -                                                                       |                                                                         |
| 29-7-2009                                                               | Germania                                                                | Germania                                                                | 0 – 0                                                                   | Giappone                                                                | Amichevole                                                              | -                                                                       |                                                                         |
| 1-8-2009                                                                | Francia                                                                 | Francia                                                                 | 0 – 4                                                                   | Giappone                                                                | Amichevole                                                              | -                                                                       |                                                                         |
| 11-5-2010                                                               | Niigata                                                                 | Giappone                                                                | 3 – 0                                                                   | Messico                                                                 | Amichevole                                                              | -                                                                       |                                                                         |
| 22-5-2010                                                               | Chengdu                                                                 | Giappone                                                                | 4 – 0                                                                   | Thailandia                                                              | Coppa d'Asia 2010                                                       | -                                                                       |                                                                         |
| 24-5-2010                                                               | Chengdu                                                                 | Giappone                                                                | 2 – 1                                                                   | Corea del Nord                                                          | Coppa d'Asia 2010                                                       | -                                                                       |                                                                         |
| 30-5-2010                                                               | Chengdu                                                                 | Cina                                                                    | 0 – 2                                                                   | Giappone                                                                | Coppa d'Asia 2010                                                       | -                                                                       |                                                                         |
| 14-11-2010                                                              | Guangzhou                                                               | Giappone                                                                | 4 – 0                                                                   | Thailandia                                                              | Giochi asiatici                                                         | -                                                                       |                                                                         |
| 18-11-2010                                                              | Guangzhou                                                               | Giappone                                                                | 0 – 0                                                                   | Corea del Nord                                                          | Giochi asiatici                                                         | -                                                                       |                                                                         |
| 22-11-2010                                                              | Guangzhou                                                               | Giappone                                                                | 1 – 0                                                                   | Corea del Nord                                                          | Giochi asiatici                                                         | -                                                                       |                                                                         |
| 2-3-2011                                                                | Algarve                                                                 | Giappone                                                                | 1 – 2                                                                   | Stati Uniti                                                             | Algarve Cup 2011                                                        | -                                                                       |                                                                         |
| 4-3-2011                                                                | Algarve                                                                 | Giappone                                                                | 5 – 0                                                                   | Finlandia                                                               | Algarve Cup 2011                                                        | 1                                                                       |                                                                         |
| 9-3-2011                                                                | Algarve                                                                 | Giappone                                                                | 2 – 1                                                                   | Svezia                                                                  | Algarve Cup 2011                                                        | 1                                                                       |                                                                         |
| 18-5-2011                                                               | Cary                                                                    | Stati Uniti                                                             | 2 – 0                                                                   | Giappone                                                                | Amichevole                                                              | -                                                                       |                                                                         |
| 1-7-2011                                                                | Leverkusen                                                              | Giappone                                                                | 4 – 0                                                                   | Messico                                                                 | Mondiali 2011                                                           | -                                                                       |                                                                         |
| 5-7-2011                                                                | Augusta                                                                 | Giappone                                                                | 0 – 2                                                                   | Inghilterra                                                             | Mondiali 2011                                                           | -                                                                       |                                                                         |
| 13-7-2011                                                               | Francoforte sul Meno                                                    | Giappone                                                                | 3 – 1                                                                   | Svezia                                                                  | Mondiali 2011                                                           | 2                                                                       |                                                                         |
| 17-7-2011                                                               | Francoforte sul Meno                                                    | Giappone                                                                | 2 – 2 dts (3 - 1 dtr)                                                   | Stati Uniti                                                             | Mondiali 2011                                                           | -                                                                       |                                                                         |
| 1-9-2011                                                                | Shandong                                                                | Giappone                                                                | 3 – 0                                                                   | Thailandia                                                              | Qual. Olimpiadi                                                         | 1                                                                       |                                                                         |
| 3-9-2011                                                                | Jinan                                                                   | Giappone                                                                | 2 – 1                                                                   | Corea del Sud                                                           | Qual. Olimpiadi                                                         | -                                                                       |                                                                         |
| 5-9-2011                                                                | Shandong                                                                | Giappone                                                                | 1 – 0                                                                   | Australia                                                               | Qual. Olimpiadi                                                         | 1                                                                       |                                                                         |
| 8-9-2011                                                                | Shandong                                                                | Giappone                                                                | 1 – 1                                                                   | Corea del Nord                                                          | Qual. Olimpiadi                                                         | -                                                                       |                                                                         |
| 11-9-2011                                                               | Jinan                                                                   | Cina                                                                    | 0 – 1                                                                   | Giappone                                                                | Qual. Olimpiadi                                                         | -                                                                       |                                                                         |
| 29-2-2012                                                               | Algarve                                                                 | Giappone                                                                | 2 – 1                                                                   | Norvegia                                                                | Algarve Cup 2012                                                        | 1                                                                       |                                                                         |
| 2-3-2012                                                                | Algarve                                                                 | Giappone                                                                | 2 – 0                                                                   | Danimarca                                                               | Algarve Cup 2012                                                        | -                                                                       |                                                                         |
| 5-3-2012                                                                | Algarve                                                                 | Giappone                                                                | 1 – 0                                                                   | Stati Uniti                                                             | Algarve Cup 2012                                                        | -                                                                       |                                                                         |
| 7-3-2012                                                                | Algarve                                                                 | Giappone                                                                | 3 – 4                                                                   | Germania                                                                | Algarve Cup 2012                                                        | 1                                                                       |                                                                         |
| 1-4-2012                                                                | Sendai                                                                  | Giappone                                                                | 1 – 1                                                                   | Stati Uniti                                                             | Amichevole                                                              | -                                                                       |                                                                         |
| 5-4-2012                                                                | Kobe                                                                    | Giappone                                                                | 4 – 1                                                                   | Brasile                                                                 | Amichevole                                                              | -                                                                       |                                                                         |
| 18-6-2012                                                               | Halmstad                                                                | Giappone                                                                | 1 – 4                                                                   | Stati Uniti                                                             | Amichevole                                                              | -                                                                       |                                                                         |
| 20-6-2012                                                               | Göteborg                                                                | Svezia                                                                  | 0 – 1                                                                   | Giappone                                                                | Amichevole                                                              | -                                                                       |                                                                         |
| 11-7-2012                                                               | Tokyo                                                                   | Giappone                                                                | 3 – 0                                                                   | Australia                                                               | Amichevole                                                              | -                                                                       |                                                                         |
| 19-7-2012                                                               | Parigi                                                                  | Francia                                                                 | 2 – 0                                                                   | Giappone                                                                | Amichevole                                                              | -                                                                       |                                                                         |
| 25-7-2012                                                               | Coventry                                                                | Giappone                                                                | 2 – 1                                                                   | Canada                                                                  | Olimpiadi 2012                                                          | 1                                                                       |                                                                         |
| 28-7-2012                                                               | Coventry                                                                | Giappone                                                                | 0 – 0                                                                   | Svezia                                                                  | Olimpiadi 2012                                                          | -                                                                       |                                                                         |
| 31-7-2012                                                               | Cardiff                                                                 | Giappone                                                                | 0 – 0                                                                   | Sudafrica                                                               | Olimpiadi 2012                                                          | -                                                                       |                                                                         |
| 3-8-2012                                                                | Cardiff                                                                 | Giappone                                                                | 2 – 0                                                                   | Brasile                                                                 | Olimpiadi 2012                                                          | -                                                                       |                                                                         |
| 6-8-2012                                                                | Londra                                                                  | Giappone                                                                | 2 – 1                                                                   | Francia                                                                 | Olimpiadi 2012                                                          | -                                                                       |                                                                         |
| 9-8-2012                                                                | Londra                                                                  | Giappone                                                                | 1 – 2                                                                   | Stati Uniti                                                             | Olimpiadi 2012                                                          | -                                                                       |                                                                         |
| 6-3-2013                                                                | Algarve                                                                 | Giappone                                                                | 0 – 2                                                                   | Norvegia                                                                | Algarve Cup 2013                                                        | -                                                                       |                                                                         |
| 8-3-2013                                                                | Algarve                                                                 | Giappone                                                                | 1 – 2                                                                   | Germania                                                                | Algarve Cup 2013                                                        | -                                                                       |                                                                         |
| 11-3-2013                                                               | Algarve                                                                 | Giappone                                                                | 2 – 0                                                                   | Danimarca                                                               | Algarve Cup 2013                                                        | 1                                                                       |                                                                         |
| 20-6-2013                                                               | Tosu                                                                    | Giappone                                                                | 1 – 1                                                                   | Nuova Zelanda                                                           | Amichevole                                                              | -                                                                       |                                                                         |
| 26-6-2013                                                               | Staffordshire                                                           | Inghilterra                                                             | 1 – 1                                                                   | Giappone                                                                | Amichevole                                                              | 1                                                                       |                                                                         |
| 29-6-2013                                                               | Monaco di Baviera                                                       | Germania                                                                | 4 – 2                                                                   | Giappone                                                                | Amichevole                                                              | -                                                                       |                                                                         |
| 20-7-2013                                                               | Seul                                                                    | Giappone                                                                | 2 – 0                                                                   | Cina                                                                    | Coppa dell'Asia orientale                                               | -                                                                       |                                                                         |
| 25-7-2013                                                               | Hwaseong                                                                | Giappone                                                                | 0 – 0                                                                   | Corea del Nord                                                          | Coppa dell'Asia orientale                                               | -                                                                       |                                                                         |
| 27-7-2013                                                               | Seul                                                                    | Corea del Sud                                                           | 2 – 1                                                                   | Giappone                                                                | Coppa dell'Asia orientale                                               | -                                                                       |                                                                         |
| 22-9-2013                                                               | Nagasaki                                                                | Giappone                                                                | 2 – 0                                                                   | Nigeria                                                                 | Amichevole                                                              | 1                                                                       |                                                                         |
| 26-9-2013                                                               | Chiba                                                                   | Giappone                                                                | 2 – 0                                                                   | Nigeria                                                                 | Amichevole                                                              | -                                                                       |                                                                         |
| 5-3-2014                                                                | Algarve                                                                 | Giappone                                                                | 1 – 1                                                                   | Stati Uniti                                                             | Algarve Cup 2014                                                        | -                                                                       |                                                                         |
| 7-3-2014                                                                | Algarve                                                                 | Giappone                                                                | 1 – 0                                                                   | Danimarca                                                               | Algarve Cup 2014                                                        | -                                                                       |                                                                         |
| 10-3-2014                                                               | Algarve                                                                 | Giappone                                                                | 2 – 1                                                                   | Svezia                                                                  | Algarve Cup 2014                                                        | -                                                                       |                                                                         |
| 12-3-2014                                                               | Algarve                                                                 | Giappone                                                                | 0 – 3                                                                   | Germania                                                                | Algarve Cup 2014                                                        | -                                                                       |                                                                         |
| 8-5-2014                                                                | Osaka                                                                   | Giappone                                                                | 2 – 1                                                                   | Nuova Zelanda                                                           | Amichevole                                                              | -                                                                       |                                                                         |
| 14-5-2014                                                               | Ho Chi Minh                                                             | Giappone                                                                | 2 – 2                                                                   | Australia                                                               | Coppa d'Asia 2014                                                       | -                                                                       |                                                                         |
| 16-5-2014                                                               | Ho Chi Minh                                                             | Vietnam                                                                 | 0 – 4                                                                   | Giappone                                                                | Coppa d'Asia 2014                                                       | 2                                                                       |                                                                         |
| 22-5-2014                                                               | Ho Chi Minh                                                             | Giappone                                                                | 2 – 1                                                                   | Cina                                                                    | Coppa d'Asia 2014                                                       | -                                                                       |                                                                         |
| 25-5-2014                                                               | Ho Chi Minh                                                             | Giappone                                                                | 1 – 0                                                                   | Australia                                                               | Coppa d'Asia 2014                                                       | -                                                                       |                                                                         |
| 13-9-2014                                                               | Yamagata                                                                | Giappone                                                                | 5 – 0                                                                   | Ghana                                                                   | Amichevole                                                              | -                                                                       |                                                                         |
| 15-9-2014                                                               | Incheon                                                                 | Giappone                                                                | 0 – 0                                                                   | Cina                                                                    | Giochi asiatici                                                         | -                                                                       |                                                                         |
| 18-9-2014                                                               | Incheon                                                                 | Giappone                                                                | 12 – 0                                                                  | Giordania                                                               | Giochi asiatici                                                         | 2                                                                       |                                                                         |
| 22-9-2014                                                               | Incheon                                                                 | Giappone                                                                | 3 – 0                                                                   | Taipei cinese                                                           | Giochi asiatici                                                         | 1                                                                       |                                                                         |
| 26-9-2014                                                               | Hwaseong                                                                | Giappone                                                                | 9 – 0                                                                   | Hong Kong                                                               | Giochi asiatici                                                         | -                                                                       |                                                                         |
| 29-9-2014                                                               | Incheon                                                                 | Giappone                                                                | 3 – 0                                                                   | Vietnam                                                                 | Giochi asiatici                                                         | -                                                                       |                                                                         |
| 1-10-2014                                                               | Incheon                                                                 | Giappone                                                                | 1 – 3                                                                   | Corea del Nord                                                          | Giochi asiatici                                                         | -                                                                       |                                                                         |
| 25-10-2014                                                              | Edmonton                                                                | Canada                                                                  | 0 – 3                                                                   | Giappone                                                                | Amichevole                                                              | 1                                                                       |                                                                         |
| 4-3-2015                                                                | Algarve                                                                 | Giappone                                                                | 1 – 2                                                                   | Danimarca                                                               | Algarve Cup 2015                                                        | -                                                                       |                                                                         |
| 6-3-2015                                                                | Algarve                                                                 | Giappone                                                                | 3 – 0                                                                   | Portogallo                                                              | Algarve Cup 2015                                                        | -                                                                       |                                                                         |
| 9-3-2015                                                                | Algarve                                                                 | Giappone                                                                | 1 – 3                                                                   | Francia                                                                 | Algarve Cup 2015                                                        | 1                                                                       |                                                                         |
| 24-5-2015                                                               | Marugame                                                                | Giappone                                                                | 1 – 0                                                                   | Nuova Zelanda                                                           | Amichevole                                                              | -                                                                       |                                                                         |
| 28-5-2015                                                               | Nagano                                                                  | Giappone                                                                | 1 – 0                                                                   | Italia                                                                  | Amichevole                                                              | -                                                                       |                                                                         |
| 8-6-2015                                                                | Vancouver                                                               | Giappone                                                                | 1 – 0                                                                   | Svizzera                                                                | Mondiali 2015                                                           | -                                                                       |                                                                         |
| 12-6-2015                                                               | Vancouver                                                               | Giappone                                                                | 2 – 1                                                                   | Camerun                                                                 | Mondiali 2015                                                           | -                                                                       |                                                                         |
| 23-6-2015                                                               | Vancouver                                                               | Giappone                                                                | 2 – 1                                                                   | Paesi Bassi                                                             | Mondiali 2015                                                           | -                                                                       |                                                                         |
| 27-6-2015                                                               | Edmonton                                                                | Giappone                                                                | 1 – 0                                                                   | Australia                                                               | Mondiali 2015                                                           | -                                                                       |                                                                         |
| 1-7-2015                                                                | Edmonton                                                                | Giappone                                                                | 2 – 1                                                                   | Inghilterra                                                             | Mondiali 2015                                                           | -                                                                       |                                                                         |
| 5-7-2015                                                                | Vancouver                                                               | Giappone                                                                | 2 – 5                                                                   | Stati Uniti                                                             | Mondiali 2015                                                           | -                                                                       |                                                                         |
| 29-2-2016                                                               | Osaka                                                                   | Giappone                                                                | 1 – 3                                                                   | Australia                                                               | Qual. Olimpiadi                                                         | -                                                                       |                                                                         |
| 2-3-2016                                                                | Osaka                                                                   | Giappone                                                                | 1 – 1                                                                   | Corea del Sud                                                           | Qual. Olimpiadi                                                         | -                                                                       |                                                                         |
| 4-3-2016                                                                | Osaka                                                                   | Giappone                                                                | 1 – 2                                                                   | Cina                                                                    | Qual. Olimpiadi                                                         | -                                                                       |                                                                         |
| 7-3-2016                                                                | Osaka                                                                   | Giappone                                                                | 6 – 1                                                                   | Vietnam                                                                 | Qual. Olimpiadi                                                         | 1                                                                       |                                                                         |
| 1-4-2018                                                                | Nagasaki                                                                | Giappone                                                                | 7 – 1                                                                   | Ghana                                                                   | Amichevole                                                              | -                                                                       |                                                                         |
| 7-4-2018                                                                | Amman                                                                   | Giappone                                                                | 4 – 0                                                                   | Vietnam                                                                 | Coppa d'Asia 2018                                                       | -                                                                       |                                                                         |
| 10-4-2018                                                               | Amman                                                                   | Giappone                                                                | 0 – 0                                                                   | Corea del Sud                                                           | Coppa d'Asia 2018                                                       | -                                                                       |                                                                         |
| 17-4-2018                                                               | Amman                                                                   | Giappone                                                                | 3 – 1                                                                   | Cina                                                                    | Coppa d'Asia 2018                                                       | -                                                                       |                                                                         |
| 10-6-2018                                                               | Wellington                                                              | Nuova Zelanda                                                           | 1 – 3                                                                   | Giappone                                                                | Amichevole                                                              | -                                                                       |                                                                         |
| 26-7-2018                                                               | Kansas City                                                             | Stati Uniti                                                             | 4 – 2                                                                   | Giappone                                                                | Tournament of Nations 2018                                              | -                                                                       |                                                                         |
| 29-7-2018                                                               | East Hartford                                                           | Giappone                                                                | 1 – 2                                                                   | Brasile                                                                 | Tournament of Nations 2018                                              | -                                                                       |                                                                         |
| 2-8-2018                                                                | Bridgeview                                                              | Giappone                                                                | 0 – 2                                                                   | Australia                                                               | Tournament of Nations 2018                                              | -                                                                       |                                                                         |
| Totale                                                                  |                                                                         | Presenze                                                                | 90                                                                      |                                                                         | Reti                                                                    | 20                                                                      |                                                                         |

## Palmarès

### Club
- Campionato giapponese: 3

INAC Kobe Leonessa: 2011, 2012, 2013
- Coppa dell'Imperatrice: 6

INAC Kobe Leonessa: 2010, 2011, 2012, 2013, 2015, 2016
- Nadeshiko League Cup: 1

INAC Kobe Leonessa: 2013
- Campionato femminile di Lega giapponese e sudcoreana: 1

INAC Kobe Leonessa: 2012
- Campionato internazionale femminile per club: 1

INAC Kobe Leonessa: 2013
- NWSL Shield: 1

Seattle Reign: 2014

### Nazionale
- Coppa d'Asia: 2

2014, 2018